# یورگن کوچینسکی
یورگن کوچینسکی (Jürgen Kuczynski) (17 سپتامبر ۱۹۰۴، البرفیلد – ۶ اوت ۱۹۹۷، برلین)، اقتصاددان، ژورنالیست و کمونیست آلمانی بود. او همچنین در جریان جنگ جهانی دوم به اتحاد جماهیر شوروی اطلاعات فراهم می‌کرد.
کوچینسکی در سال ۱۹۳۶ میلادی به دنبال پدر و سایر خانواده‌اش به انگلستان تبعید شد. او پس از این‌که در آغاز جنگ جهانی دوم به عنوان یک دشمن بیگانه بازداشت شد، در جریان جنگ توسط OSS که قبل از CIA وجود داشت استخدام شد تا کمونیست‌های آلمانی را به منظور فرستادن به آلمان برای تماس گرفتن با گروه‌های مقاومت استخدام کند. او همچنین به عنوان سرهنگ قوای هوایی، در یک تیم که نظرسنجی پرتاب استراتژیک بمب را انجام می‌دادند، در اردوی ایالات متحده ایفای خدمت کرد. در همان زمان او نتایج آن را به «استخبارات شوروی» می‌فرستاد. در سال ۱۹۴۲ میلادی او کلاوس فوکس را در استخبارات شوروی استخدام کرد و این فیزیک‌دان را به خواهش اورسولا کوچینسکی (معروف به روث ورنر) معرفی کرد، کسی که «اجنت ستاره‌ای» اتحاد جماهیر شوروی شده بود. خواهرش به مدت چهار سال به عنوان پیک فوکس کار کرد، اما تا آنجاییکه مشخص است او هیچگاه تحت حاکمیت MI5 قرار نگرفت و در سال ۱۹۵۰ کمی بعد از این‌که فوکس تحت محاکمه قرار گرفت، از ترک انگلستان ممانعت نشد.
کوچینسکی پس از جنگ در ابتدا برای مأموریتی برای اردوی ایالات متحده به آلمان بازگشت، اول در منطقه آمریکایی که بعدها آلمان غربی شد، آغاز به کار کرد. او از سوی مقامات شوروی در یک سمت علمی گماشته شده و در آلمان شرقی مسکن گزین شد. او به «حزب اتحاد سوسیالیستی آلمان که اغلب کمونیست بودند (SED)» پیوست و به او هدایت داده شد تا در امور علمی و فرهنگی کار کند. او پس از جنگ یکی از متفکران ارشد آلمان شرقی شد، عقیده مارکسیستی و وابستگی کمونیستی خود را حفظ کرد. او به‌صورت پربار می‌نوشت و ۴٬۰۰۰ مقاله به او نسبت داده می‌شود.

## زندگی

### سال‌های نخستین
یورگن کوچینسکی که در سال ۱۹۰۴ میلادی در البرفیلد (ووپرتال)، آلمان متولد شد، فرزند ارشد شش فرزند ثبت شده به یک خانواده یهودی اقتصاددان و متخصص آمار رابرت رنه کوچینسکی و خانمش، نقاش برتا (گرادنویتز) کوچینسکی بود. (دِ اندپندنت پدر او را کارمند بانک معرفی کرده‌است) همه فرزندان با استعداد و خانواده آن‌ها خوش‌بخت بود.
خواهر یورگن اورسولا، معروف به روث ورنر، یک جاسوس شد که در دهه‌های ۱۹۳۰ و ۱۹۴۰ برای اتحاد جماهیر شوروی کار می‌کرد.
این خانواده در یک روستا کوچک در محله شلاچتنسی در جنوب غرب برلین زندگی می‌کرد. یورگن کوچینسکی که در یک خانواده علمی جناح چپ بزرگ شد، در نوجوانی با دانشمندان و کنشگران زیادی، از جمله رهبران کمونیست کارل لیبنیخت و روزا لوکزامبورگ ملاقات کرد. کوچینسکی عمیقاً متأثر از ارزش‌های bildungsbürgerlich، یک اصطلاح غیرقابل ترجمه آلمانی برای ارزش‌های طبقه متوسط بالایی آلمانی که بر پرورش دیدگاه فرهنگی و انسان‌گرا به زندگی مشترک با عشق به طبیعت و زیباشناسی تأکید داشت، شده بود.

### تحصیلات
کوچینسکی میان سال‌های ۱۹۱۰ و ۱۹۱۶ میلادی در یک مدرسه خصوصی در برلین-زهلندورف پذیرفته شده و پس از آن به مدرسه علمی متوسطه در شهر ارتقا کرد. او مدرسه را در سال ۱۹۲۲ به اتمام رساند و برای ادامه تحصیل به ارلانگن، برلین و هایدلبرگ رفت. موضوعات آن فلسفه، آمار و اقتصاد سیاسی بودند. دانشگاه‌های آلمان سنگر جنبش völkisch بودند و از طریق کوچینسکی که یک یهودی سکولار بود، زمانی که در دانشگاه ارلانگن بود دریافت که در بیشتر دانشکده‌ها پذیرایی نمی‌شود و دانشجویان بسیار به وضوح گفتند که او یک یهودی است. به کوچینسکی توصیه شده بود که نباید در طعام‌خانه محصلان غذا بخورد، او در کتابچه خاطراتش در سال ۱۹۲۴ میلادی نوشت او عمیقاً «یهودی بودند را به مفهوم نژادی» حس می‌کرد و چنین نوشت: «فکر می‌کنم من یگانه «بیگانه» یا یهودی در این شهر، هستم. مردم زمانی که مرا می‌بینند در سرک‌ها قدم می‌زنم از من روی می‌گردانند». کوچینسکی اغلب به این نکته اشاره می‌کند که از شناسایی یهودیت به عنوان یک دین امتناع می‌ورزد، قسمی که او آن را «ظاهر یهودی» می‌نامید، زیرا ویژگی‌های صورتش که معمولاً با افراد خاورمیانه مرتبط است باعث می‌شود دیگران به‌طور خودکار فکر کنند که او یک یهودی است. او در یک نامه‌ای به والدینش نوشت «عملاً ناممکن است که این‌جا به یک کافه بروم و از سوی یهودی‌ستیزان به‌صورت شفاهی تحقیر نشوم». کوچینسکی به‌صورت مشترک با بیشتر متفکران یهودی آن زمان با علاقه‌مندی به مارکسیسم با وعده یک مدینه فاضله بزرگ شد که در آن هیچ نشنلیسم یا مذهب وجود نداشته و ازین‌رو تمام «مسئله یهودیت» مورد بحث قرار نگیرد. پس از سال ۱۹۲۵ میلادی او آغاز به مطالعه تراکت‌های مختلف مارکسیستی کرد. در آوریل ۱۹۲۵، در جریان دیدار از فرانسه، او در یک تظاهرات سازمان‌دهی شده توسط حزب کمونیست فرانسه در برابر جنگ ریف شرکت کرد که پلیس پاریس برشان آتش گشود، رویدادی که هم‌فکری او با کمونیسم را افزایش داد. کوچینسکی علی‌رغم این حادثه نوشت که هیچ شهری در جهان «این جادو و سرزندگی پاریس» را ندارد. در پاریس، کوچینسکی با طنزپرداز کورت توچولسکی ملاقات نمود. توچولسکی همانند کوچینسکی در آرزوی جهانی بود که در آن «مسئله یهودیت» مطرح نباشد و معتقد بود که مارکسیسم که وعده انحلال تمام انواع شناخت‌های ملی را به نفع مبارزه طبقاتی داده بود، فرصتی را برای جهان فراهم می‌کند.
با وجود هم‌فکری او با کمونیسم، کوچینسکی در اکتبر ۱۹۲۵ به عنوان کارآموز در Bett، بانک سایمون و دیگران آغاز به کار کرد، جاییکه او کارش را به‌خوبی انجام داد و به سرعت در آنجا ترفیع کرد. کوچینسکی به زودی برخی از حقوقی که از بانک به‌دست می‌آورد را به حزب کمونیست آلمان اهدا می‌کرد که طعنه او تا اخیر او را رها نکرد. در سال ۱۹۲۶ میلادی او اولین کتابش را به چاپ رسانیده و آغاز به نوشتن مقالات به مجله Finanzpolitische Korrespondenz کرد، جاییکه دیدگاه‌های چپی او ظاهر شدند. او از طریق والدینش در انجمن حقوق بشر، سازمان پیشرو برای حزب کمونیست آلمان که توسط ویلی مونزنبرگ مدیریت می‌شد و به زودی تأثیرات بزرگ فکری بر کوچینسکی جوان گذارد، آغاز به فعالیت کرد. کوچینسکی در پهلوی مونزنبرگ افراد برجسته دیگر که اعضای انجمن بودند، مانند آلبرت انشتین، لودویگ کوید و کارل مرتنز را ملاقات کرد. در یک نمایش فیلم ۱۹۲۵ شوروی Battleship Potemkin، کوچینسکی با وزیر فرهنگ شوروی آناتولی لوناچارسکی و اقتصاددان یوگنی وارگا، کسی که یکی از دوستان نزدیک کوچینسکی شد، ملاقات کرد.
در سال ۱۹۲۶ به عنوان محصل تحقیقی به ایالات متحده سفر کرد و تحصیلات کارشناسی ارشدش را در مؤسسه بروکینگز در واشینگتن دی‌سی انجام داد. او این کار را با کار رهبری بخش اقتصادی فدراسیون کار آمریکا تا سال ۱۹۲۹ دنبال کرده و تجربه عملی به دست آورد. در سال ۱۹۲۷، پدرش از اتحاد جماهیر شوروی بازدید کرد و از این که از او پرسیدند آیا به هر شکلی با جی. کوچینسکی که مقالات «عالی» را در مورد مشکلات سرمایه‌داری مدرن در Finanzpolitische Korrespondenz نوشته بود، رابطه‌ای دارد، تعجب کرد. کوچینسکی ارشد در همان نامه به پسرش توصیه کرد که شروع به یادگیری زبان روسی کند زیرا آنچه در اتحاد جماهیر شوروی دیده بود او را بازنشسته کرد که «آینده از آن روسیه شوروی است».

### ژورنالیزم و کمونیسم
کوچینسکی در سال ۱۹۲۹ میلادی به آلمان بازگشته و در برلین مسکن گزین شد. در سال ۱۹۳۰ میلادی او به حزب کمونیست پیوست. او میان سال‌های ۱۹۳۰ و ۱۹۳۳ در مجله حزب، Die Rote Fahne، در دپارتمان اطلاعات و به عنوان ویراستار اقتصاد شرکت کرده و در سال ۱۹۳۱ میلادی به هیئت ویراستاران پیوست. کوچینسکی به‌صورت گسترده نوشت و تحلیل‌های اقتصادی را که برای روزنامه با سفیر شوروی تولید کرده بود، شریک ساخت. دانشمند آلمانی آکسل فیر-شولزه استدلال نمود که ارزش‌های bildungsbürgerlich که او با آن بزرگ شده‌است «... کوچینسکی را در برابر تبدیل شدن به یک استالینیست سرسخت محافظت کرد، هرچند او از لحاظ سیاسی با خط استالینیستی هم‌خوانی داشت… در حالی که او در ظاهر یک استالینیست وفادار بود، کوچینسکی تقریباً به‌طور غریزی رد کرد که یک سرباز عادی حزب باشد».
NSDAP (حزب نازی) در ژانویه ۱۹۳۳ قدرت را به دست گرفته و سریعاً حالت تک حزبی را به آلمان آورد. عضویت احزاب سیاسی (به غیر از حزب نازی) غیرقانونی شد و ممنوعیت احزاب سیاسی طوری نافذ شد که به‌طور ویژه بر اعضای (قبلی) حزب کمونیست اجرا گردید. در جریان چند سال بعدی، دولت به‌صورت فزاینده‌ای با سیاست‌های یهودی‌ستیزی تطابق حاصل کرد.
قسمی که گفته شد، کوچینسکی یک یهودی بود. در جریان سال ۱۹۳۳ تعداد زیاد کمونیست‌های آلمانی بازداشت شده و زندانی شدند، در حالی‌که تعداد زیاد دیگر کشور را ترک کردند تا با سرنوشت مشابه دچار نشوند. منابع نشان می‌دهد که در فوریه/مارس ۱۹۳۳ کوچینسکی و خانمش به دنبال والدین و چهار خواهر از پنج خواهر یورگن در مورد مهاجرت به بریتانیا بحث کردند، اما تصمیم گرفتند تا در آلمان باقی مانده و در مقاومت ضد فاشیستی شرکت کنند. در جریان سه سال بعدی، زمانی که آجندای ضد دموکراتیک دولت نافذ شد، کار آن‌ها به‌صورت فزاینده‌ای غیرقانونی خوانده شد.
کوچینسکی به ارائه کار تحلیلی در مورد توسعه‌های اقتصادی و اجتماعی در آلمان به نفع رهبران ملی حزب کمونیست ادامه داد. این‌ها در اختیار سازمان‌های شوروی قرار گرفت، در روزنامه‌های شوروی استفاده شد و در تبلیغات به کار رفت. او همچنین در جنبش اپوزیسیون اتحادیه انقلابی (Revolutionäre Gewerkschafts Opposition) فعال بود تا این‌که در سال ۱۹۳۵ کاملاً سرکوب شد. خطر دستگیری و غارت خانه کوچینسکی توسط سازمان‌های دولتی برای او شدید و دائمی بود. در این دوره او همچنین در سال ۱۹۳۵ به مسکو سفر کرد. سرانجام در ژانویه ۱۹۳۶ دیگر از مهاجرت امتناع نمی‌شد و او به بریتانیا رفت و به پدرش ملحق شد. تحقیقات اخیر تأیید می‌کند که زمان انتقال او به لندن توسط دستورالعمل‌های دریافت شده از مسکو آغاز شده‌است. در سال ۱۹۳۶ میلادی، کوچینسکی به عنوان جاسوس برای اطلاعات نظامی شوروی، GRU، شروع به کار کرد.